# Gil Teixeira Lopes
Manuel Gil Teixeira Lopes, gelegentlich auch nur Gil Teixeira Lopes (* 1936 in Mirandela; † 10. November 2022 in Lissabon) war ein portugiesischer Maler und Hochschullehrer.

## Leben
Sein Vater Armindo Teixeira Lopes war Beamter in Mirandela und wurde im Selbststudium Maler. Nachdem sein Bruder Hilário 1932 dort geboren wurde, kam 1936 auch Manuel Gil in Mirandela zur Welt, bevor die Familie 1948 nach Lissabon zog.
Nach Abschluss seines Malerei-Studiums an der Kunsthochschule Escola Superior de Belas Artes de Lisboa in Lissabon wurde er dort seit 1960 Lehrer. Seine Schwerpunkte wurden die Malerei und die Gravur. Seit 1964 wurden seine Werke in zahlreichen Ausstellungen in Portugal, aber auch New York, Bologna, Paris, Lüttich, Skandinavien, Südamerika und Japan gezeigt. Seit 1955 nahm Lopes außerdem an weltweit über 800 kollektiven Ausstellungen teil, in Deutschland mehrmals bei der Intergrafik-Triennale in Berlin, aber auch bei Veranstaltungen in Heidelberg, Leipzig und München. In Österreich stellte er 1974 bei der Biennale in Wien, und 1975 in Graz aus.
Seine Bilder, Grafiken und Gravuren erlangten in der Folge auch international zunehmende Beachtung, und werden seither im internationalen Kunstmarkt gehandelt.
1981 eröffnete in Mirandela das städtische Museum Museu Municipal Armindo Teixeira Lopes, unter Mitwirkung von Manuel Gil und seinem Bruder Hilário, die mit einer Stiftung von einigen Hundert Werken ihres Vaters den Grundstock des Museums legten. Dort sind auch Bilder und Gravuren von Manuel Gil Teixeira Lopes zu sehen.
Er starb 86-jährig in Lissabon.

## Ehrungen
Er erhielt die Goldene Medaille der Städte Genua und Mirandela und war ab 1987 Träger des Ordens des Infanten Dom Henrique im Comendadors-Rang. Manuel Gil Teixeira Lopes war Mitglied der Ehrenkommission zur 100-Jahr-Feier der Universität Lissabon im Jahr 2011.